# الجواهر (رواية)
LES Bijoux هي قصة قصيرة كتبها غي دو موباسون ونشرت عام 1883 وهي معروفة جدًا لدى العامة.

## تاريخيا
نُشرت Les Bijoux لأول مرة في مجلة Gil Blas في 27 مارس 1883 ، تحت الاسم المستعار Maufrigneuse، ثم في مجموعة Clair de lune .

## ملخص
السيد. لانتين هو كاتب كبير في وزارة الداخلية براتب سنوي قدره ثلاثة آلاف وخمسمائة فرنك. يلتقي بفتاة صغيرة لطيفة في منزل نائب مدير مكتبه في إحدى الحفلات ويقع في حبها مباشرة.
كل من يعرفها يغني لها المديح. :إنها ذات جمال متواضع ؛ إنهم نساء صادقات.
بعد ست سنوات أصبح لانتين أسعد رجل في زواجه، وكانت زوجته مليئة بالحساسية تجاهه، وكانت تدير المنزل بشكل جيد لدرجة أنهما يبدو أنهما يعيشان في رفاهية. إنها لا تملك سوى عينين في نظر لانتين: حب المسرح، ولكنها وافقت أخيرًا على الذهاب إلى هناك بمفردها في المساء، والمجوهرات الرخيصة التي تجمعها.
في أحد الأمسيات، أثناء عودتها من الأوبرا، أصيبت زوجة لانتين بنزلة برد. توفيت بعد ذلك. تم دفنها بعد اسبوع.
بعد وفاتها اصبح لانتين يائسا، ومشاكله المالية تتزايد. راتبه الذي يسمح له ولزوجته بالعيش براحة لا يكفي. إنه مدين ويفكر في بيع خردة زوجته. يأخذ قلادة يعتقد أنها تساوي ستة أو ثمانية فرنكات ويذهب ليعرضها على صائغ ليقدم له على الفور ثمانية عشر ألف فرنك؛ في الواقع، يتذكر الصائغ أنه باعها بمبلغ خمسة وعشرين ألفًا. لانتين لا يفهم شيئا. يتجول في باريس :من أين حصلت زوجته على هذه الهدايا؟ ؟
الجوع ينهشه، فيقبل عرض الجواهري ويعود في اليوم التالي لبيع الباقي. تبلغ قيمتها ما يقرب من مائتي ألف فرنك. الآن هو متقاعد، يستقيل ويتزوج مرة أخرى من امرأة شريفة جعلته يعاني كثيرًا.

## التكيفات
- 1943 Lumière dans la nuit (film, 1943) [الإنجليزية] ( رومانسي في مول )، فيلم من إخراج هيلموت كوتنر

## الطبعات
- جواهر ، في موباسان، حكايات وقصص قصيرة ، نص أنشأه وشرحه لويس فوريستييه، إصدارات غاليمار، مكتبة البلياد ، 1974(ردمك 978 2 07 010805 3) .